# اسقف‌نشین تاووش

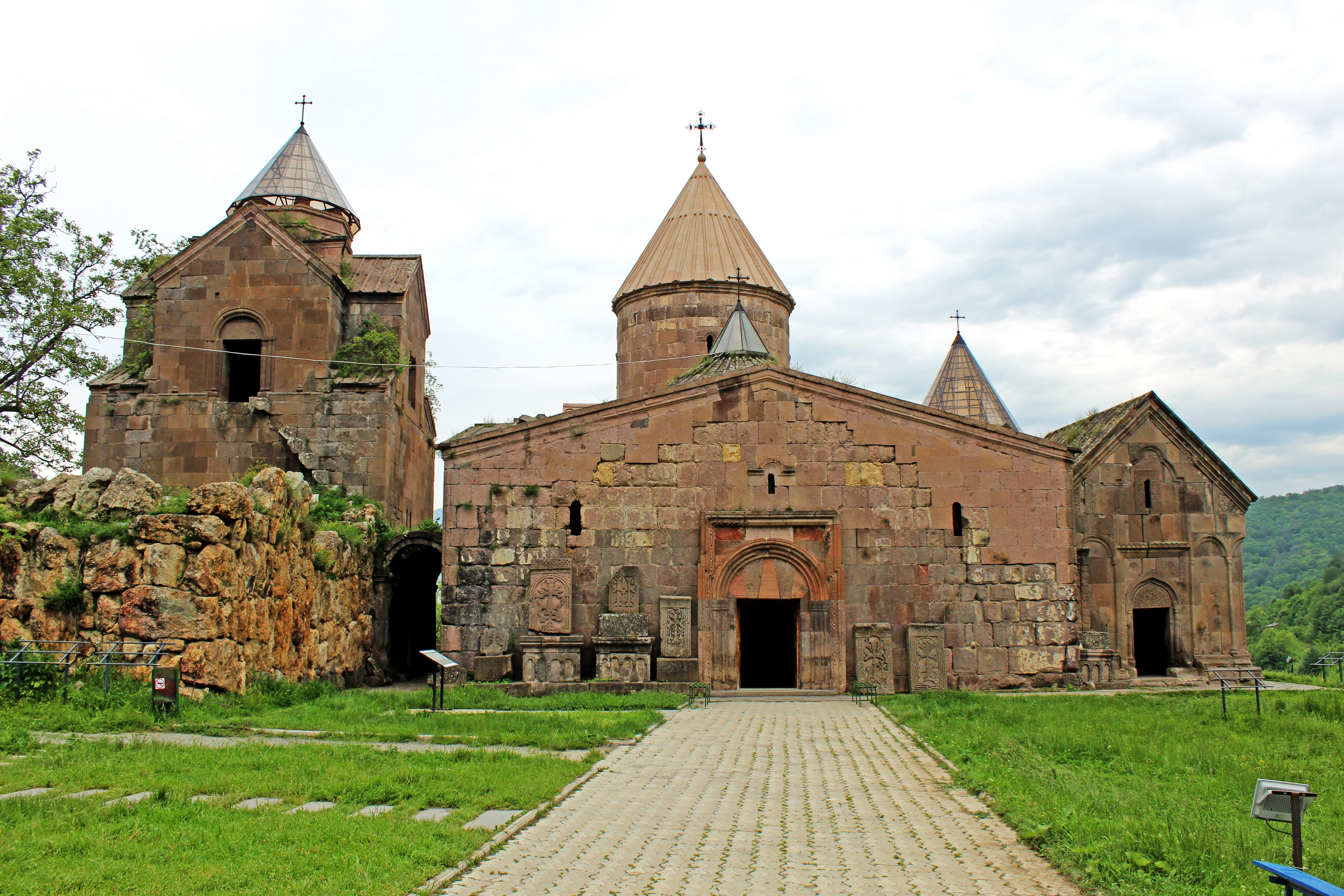
اسقف‌نشین تاووش

اسقف‌نشین تاووش ((ارمنی: Տավուշի թեմ T'avushi t'em) یک اسقف‌نشین کلیسای حواری ارمنی می‌باشد که استان تاووش ارمنستان را در بر می‌گیرد.